# Saint-Étienne-la-Geneste
Saint-Étienne-la-Geneste é uma comuna francesa na região administrativa da Nova Aquitânia, no departamento de Corrèze. Estende-se por uma área de 5,01 km². Em 2010 a comuna tinha 99 habitantes (densidade: 19,8 hab./km²).